# Yasmine Allas
Yasmine Allas (tiếng Somalia: Yasmiin Callas, tiếng Ả Rập: ياسمين أهلك) là một diễn viên và nhà văn người Somali-Hà Lan.

## Cuộc sống
Allas sinh ra năm 1967 ở Mogadishu, thủ đô của Somalia. Gia đình bà giàu có, với cha bà là Tướng quân trong Quân đội Somalia. Ông đã bị giết năm 1977, khi bà vẫn còn là một đứa trẻ.
Allas theo học tại một trường tư thục địa phương, nơi cô học tiếng Ý và tiếng Anh.
14 tuổi, bà đến ở với họ hàng của mẹ ở Ả Rập Saudi. Allas chuyển đến Bỉ và sau đó là Hà Lan vào năm 1987.
Tại Amsterdam, Allas tham gia vào trường kịch. Bà cũng gặp người chồng Hà Lan và có một con gái.
Năm 2006, bà trở lại Hargeisa ở phía Tây Bắc Somalia tham gia một bộ phim tài liệu truyền hình về tuổi trẻ của bà.
Allas là người Hồi giáo. Bên cạnh tiếng Somali, tiếng Ý và Anh, bà còn nói được tiếng Hà Lan.

## Sự nghiệp
Allas bắt đầu sự nghiệp diễn xuất của mình vào cuối những năm 1980 tại Amsterdam, biểu diễn cùng nhóm kịch The Trust. Khác với Jaap Spijkers, bà đóng vai Gretchen trong sản phẩm được đón nhận năm 1995 của công ty Faust của nhà viết kịch người Áo Gustav Ernst. Allas cũng đã làm việc nhiều năm với tư cách là một nữ diễn viên với đạo diễn người Hà Lan Theu Boermans. Bà cũng biểu diễn nhiều bản hòa tấu khác nhau và có chương trình solo của riêng mình.
Năm 1998, Allas viết quyển tiểu thuyết đầu tay Idil, A Girl (Idil, een meisje), nhận được thành công từ giới phê bình. Sau đó bà cho ra The General with Six Fingers (De generaal met de zes vingers) năm 2001. Cuốn sách lần lượt được các nhà phê bình văn học đón nhận. Nó là cơ sở cho cuốn tiểu thuyết thứ ba của cô The Blue Room (De blauwe kamer) phát hành năm 2004. Hai năm sau, Allas ra mắt Uprooted but Still Home (Ontheemd en toch thuis), một tuyển tập tiểu luận về nền tảng và niềm tin của riêng bà và nhìn nhận với văn hóa Hà Lan. Năm 2010, cô đã phát hành cuốn tiểu thuyết thứ tư của mình A Handed-Down History (Een nagelaten verhaal) rất được hoan nghênh. Câu chuyện được lấy cảm hứng từ hành trình trở về Somalia năm 2006 và được tái bản nhiều lần sau khi xuất bản lần đầu.
Ngoài ra, Allas đã viết Hommel, một câu chuyện ngắn được chuẩn bị cho công ty sách vẽ MatchBoox. Nhà văn, nghệ sĩ và nhà làm phim người Hà Lan Marion Bloem đã cung cấp minh họa cho tác phẩm đặc biệt. Allas cũng đã viết cho Volkskrant, một trong những tờ báo hàng đầu của Hà Lan.
Bên cạnh diễn xuất và viết lách, Allas còn là một nhà hoạt động Hồi giáo. Bà là thành viên của Tổ chức Marhaba, một nền tảng văn hóa xã hội Hồi giáo, tập trung vào việc tăng cường liên kết giữa các cộng đồng địa phương. Bà cũng là thành viên của Sáng kiến Hồi giáo Phụ nữ về Tâm linh và Bình đẳng (WISE), một chương trình toàn cầu, mạng xã hội và phong trào công bằng xã hội do phụ nữ Hồi giáo lãnh đạo. Ngoài ra, Allas là người tham gia Hiệp hội Hồi giáo Hoa Kỳ cho các nhà lãnh đạo Hồi giáo của Sáng kiến ngày mai. Bà cũng là thành viên của nhóm các chuyên gia phân tích chuyên nghiệp toàn cầu, với chuyên môn là các phương tiện truyền thông và nữ quyền ở Bắc Phi, Trung Đông và Châu Âu.

## Tác phẩm
- Idil, A Girl (Idil, een meisje), 1998
- The General with Six Fingers (De generaal met de zes vingers), 2001
- The Blue Room (De blauwe kamer), 2004
- Uprooted but Still Home (Ontheemd en toch thuis), 2006
- A Handed-Down History (Een nagelaten verhaal), 2010